# Katherine Neville
Katherine Neville (ur. 4 kwietnia 1945 w St. Louis) amerykańska pisarka.
Jej powieści zostały przetłumaczone na ponad 40 języków. Po polsku dotychczas ukazały się:
- Ósemka (The Eight)
- Gra (The Fire)
- Magiczny krąg (The Magic Circle)